# II bitwa pod Zurychem
II bitwa pod Zurychem – starcie zbrojne, które miało miejsce w dniach 25–26 września 1799 roku podczas wojny Francji z drugą koalicją.
Po tym, jak został wyparty w czerwcu z Zurychu, generał André Masséna zajął ufortyfikowane pozycje na wzgórzu Zürichberg. Zurych opanowały w tym czasie wojska rosyjskie dowodzone przez generała Korsakowa. Spodziewano się, że Korsakowa wzmocni wkrótce idący przez przełęcz Świętego Gottharda Aleksandr Suworow. Tak się jednak nie stało i Suworow nie dotarł do Zurychu. Przyczyniły się do tego niewielkie siły wysłane przez Massénę, które tak skutecznie nękały Rosjan i Austriaków, że ci zmuszeni zostali do odwrotu. Francuskie zwycięstwo spowodowało, że Rosja wycofała się z drugiej koalicji.

## Bitwa
Siły sprzymierzonych w znacznym stopniu przewyższały francuskie, toteż Korsakow wysłał ponad połowę swej armii (około 60 000 żołnierzy) by obeszła pozycje francuskie i odcięła Francuzom drogi odwrotu. Masséna (75 000 żołnierzy) zaatakował część wojsk austriacko-rosyjskich, które pozostały przy Korsakowie i pobił je, zdobywając całą artylerię, zaopatrzenie i zadając nieprzyjacielowi straty wielkości 8 000 żołnierzy.
Przez większość czasu walka toczyła się na obu brzegach rzeki Limmat. Następnie walki przeniosły się pod bramy Zurychu, a na koniec toczyły się wewnątrz miasta. Na prawym brzegu rzeki Francuzami dowodził generał Nicolas Charles Oudinot, a na lewym brzegu – generał Édouard Mortier. W tym samym czasie generał Nicolas Jean de Dieu Soult zaatakował i pobił nad rzeką Linth Austriaków, którymi dowodził feldmarszałek Friedrich von Hotze (zginął już na początku bitwy).
Następnie Masséna obszedł Austriaków i po błyskotliwym natarciu kompletnie pobił całą armię austriacko-rosyjską, zmuszając ją do ostatecznego odwrotu. Austriacy i Rosjanie stracili 14 000 zabitych, rannych i jeńców.

## Po bitwie
Dzięki temu zwycięstwu Francuzi uniknęli planowanej na swój kraj inwazji, gdyż zniechęcona Rosja wycofała się z drugiej koalicji. Wyparcie Austriaków i Rosjan ze Szwajcarii oznaczało przywrócenie utworzonej w 1798 roku przez Francuzów Republiki Helweckiej.

## Upamiętnienie
Bitwa ta jest wymieniona na Łuku Triumfalnym w Paryżu.